# Csehszlovák farkaskutya
A csehszlovák farkaskutya (vagy Vlčák/Vlčiak) egy viszonylag fiatal fajta. 1955-ben Csehszlovákia területén alakították ki a közönséges farkas (Canis lupus lupus) és a német juhászkutya keresztezésével. A cél egy a német juhásznál egészségesebb munkakutya kialakítása volt. A kísérlet végül nem érte el eredeti célját, mivel a farkasvér miatt a csehszlovák farkaseb viszonylag nehezen kezelhető, de a fajta mégis elterjedt annyira, hogy az Nemzetközi Kinológiai Szövetség elismerje 332-es standard számmal.

## Történet
1955-ben Karel Hartl biológus és mérnök próbálkozott meg (ekkor még sikertelenül) egy Brita nevű farkas és egy német juhászkutya keresztezésével a libějovicei tenyésztői bázison. Az első sikeres párosítás 1958 májusában történt Brita és egy Cézar z Březového háje névre hallgató német juhászkutya között. A második vérvonal Brita és szintén egy németjuhász leszármazottjaiból áll, ezúttal az apát Kurt z Václavky-nak hívták. A harmadik vérvonal egy Argo nevű farkas, és egy rendőrkutya, Asta z SNB nászából származott, szintén Csehországból. Ez a három vérvonal adta a kezdetben CV-nek (csehszlovák farkaskutya cseh nyelven) nevezett kutyák törzsállományát.
A hetvenes években a legtöbb hibrid kutyát átszállították a Pozsony közelében lévő Malacka melletti tenyésztői telepre. Itt a tenyésztés nem volt akkora nyomás alatt, hogy a hadseregnek használható kutyákat tudjon produkálni, így a küllem egységesítésre is nagyobb figyelem összpontosult. Itt került a tenyészprogramba a harmadik farkas, Šarik. Őt egy második és egy harmadik generációs hibrid szukával pároztatták (Xela z pohraniční stráže és Urta z pohraniční stráže). Ekkor már nem cseh, hanem csehszlovák farkasebnek nevezték a kutyákat.
Az utolsó, farkassal való keresztezés 1983-ban történt Libějovicében, egy Lejdy nevű farkas és egy Bojar von Schotterhof nevű német juhászkutya pároztatásával. Azóta a tenyésztés zártan folyik, azaz csak csehszlovák farkaskutyák vehetnek részt a fajta további tenyésztésében. 1982 óta már a civilek kutyáit is elismerik (addig is voltak náluk ilyen hibridek, de csak a katonaság kutyáit nevezték hivatalosan csehszlovák farkasebnek).

## Küllem

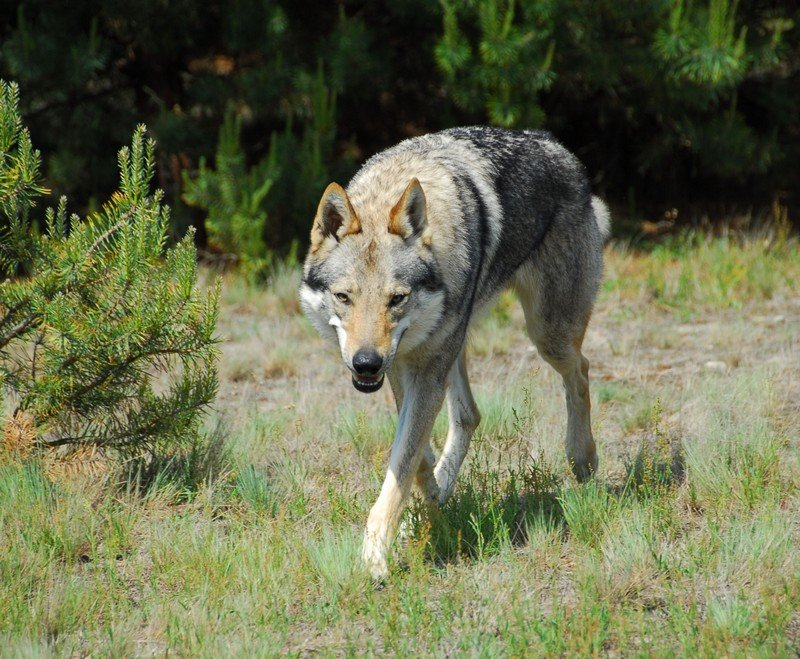
Kan

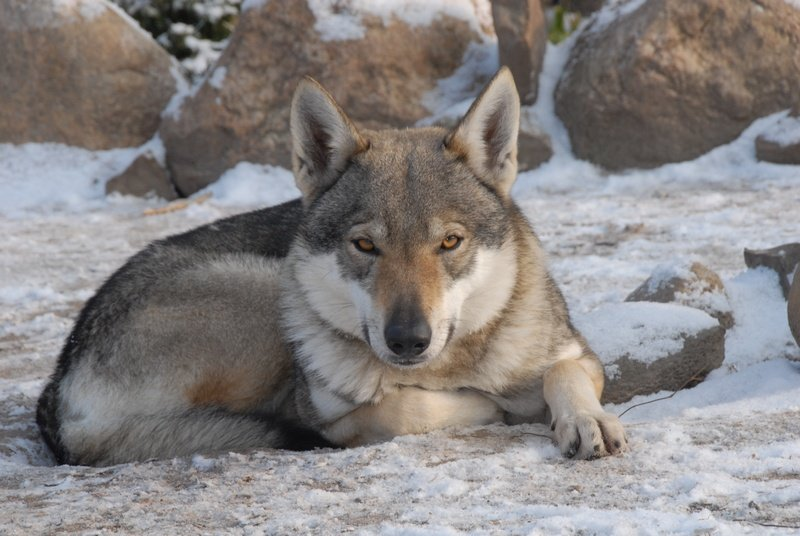
Szuka

A csehszlovák farkaskutya testének hossza 10:9 arányban viszonyul a magasságához. A marja határozottan kirajzolódó és izmos, hátvonala masszív és vízszintes. Lágyéka izmos, fara rövid és nem széles. Magasan tűzött farkát lógva hordja, de amikor a kutya figyel, a farka szablya alakúvá görbül és kissé megemelkedik. Mellkasa széles, de nem ér le a szorosan illeszkedő könyökig. Lábai egyenesek, jól kirajzolódó ízületekkel; a mellső lábak eléggé közel vannak egymáshoz. Mellső mancsai kissé kifelé fordulnak, lábujjai hosszúak és íveltek. Az izmos nyak olyan hosszú, hogy a kutya az orrát könnyedén a földig tudja hajtani. A nyak kecses ívben hajlik át testbe. A koponya felülről nézve lapítottan boltozatos; felső része enyhén ívelt, jól látható tarkónyúlvánnyal. A stop mérsékelten erős. Az arcorri része vékony, orrnyerge egyenes, ajkai feszesek. A rövid V alakú fülek felállóak. Szemei kicsik, enyhén ferde metszésűek, szorosan záródó szemhéjakkal. A csehszlovák farkaskutya harapása ollószerű vagy harapófogó-szerű. A fedőszőrzet drótszerűen merev, lesimuló szálak alkotják, míg az aljszőrzet sűrű és gyapjas. A nyári és a téli szőrzet nagyon különböző. A megengedett színek az ezüstszürkétől a sárgásszürkéig terjednek, világosabb mintával. A mellen és a nyak alatt a szín általában világosabb. A sötétszürke szőrzet szintén elfogadható.

## Méretei
- Marmagasság: a kanok nem lehetnek 65 cm-nél alacsonyabbak, a szukáknak 60 cm-nek kell lenniük.
- Testtömeg: a kanok minimális súlya 26 kg, a szukáké 20 kg.

## Jellem
Természetesen a farkas felmenők miatt ezt a fajtát nehezebb szocializálni, ezért fontos, hogy kora kölyökkortól kezdve hozzá legyen szoktatva az emberekhez, más kutyákhoz és állatokhoz, valamint az embert körülvevő urbanizált környezethez. Egygazdás kutya, az idegenekkel szemben visszafogott, tartózkodó, de a gyermekektől mindent eltűr. A kanoknál különösen oda kell figyelni a más kutyákkal való szocializációra. Nem való első kutyának, csak tapasztalt ebtartóknak.
Nagyon ritkán ugat, inkább vonyít, mint az északi szánhúzó kutyák.
Az Avesta, a szent szövegek gyűjteménye szerint Zarathustra ezt mondta: "Aki a kutyát farkassal párosítja, az vétkez a kutya ellen." A figyelmeztetés ellenére "megszületett" ez a csodálatos kutyafajta.

## Cseh farkaskutya tenyészet
INGARIAN kennel

## Egyéb kutya-farkas hibridek
- Saarloosi farkaskutya (Sarloos Wolfhond)
- Kunming kutya (Kunming dog)
- Tundra juhász (Tundra shepherd)
- Lupo Italiano

## Külső hivatkozások
- Klub chovateľov československého vlčiaka SR